# Straßenradsport-Weltmeisterschaften 2023
Die Straßenradsport-Weltmeisterschaften 2023 fanden vom 5. bis 13. August 2023 in und um Glasgow statt. Sie waren Teil der Radsport-Weltmeisterschaften 2023, die erstmals nahezu alle Disziplinen des Radsports unter einer Dachveranstaltung vereinte. Durch diese Zusammenlegung musste die Weltmeisterschaft von ihrem gewohnten Termin Ende September abrücken. Sie fand stattdessen zwei Wochen nach der Tour de France statt, was die Saisonplanung vieler Fahrer beeinflusste. Für die Qualifikation galten die üblichen Kriterien.
Es wurden 11 Entscheidungen ausgefahren mit 13 Medaillenvergaben. Wie schon im Vorjahr starteten die Fahrerinnen der Elite und der U23 im Zeitfahren und im Straßenrennen gemeinsam. Die U23-Fahrerinnen nahmen an einer gesonderten U23-Wertung teil.

## Beteiligung
Es waren Sportler aus 107 Nationen gemeldet, was einen neuen Teilnahmerekord in der Geschichte der Weltmeisterschaften bedeutete. Hinzu kamen fünf Sportler mit Flüchtlingsstatus, die ursprünglich aus Afghanistan und Syrien stammten. Einige afghanische Sportler traten aber auch direkt unter der Flagge der Islamischen Republik Afghanistans an. In der Mixed-Staffel war wie in den Vorjahren eine Mannschaft des World Cycling Centre dabei. Die Mannschaften von Russland und Belarus waren wegen des Kriegs in der Ukraine weiterhin ausgeschlossen. Eine russische Sportlerin trat jedoch als individuelle neutrale Athletin an.

## Zeitplan
Das detaillierte Programm wurde im März 2023 bekanntgegeben.
| Datum                  | Zeit (MESZ) | Wettbewerb                        | Distanz  | Strecke                      | Höhenmeter |
| ---------------------- | ----------- | --------------------------------- | -------- | ---------------------------- | ---------- |
| Sonnabend, 5. August   | 11:00       | Straßenrennen Juniorinnen         | 070,0 km | Glasgow 5 Runden             | 1036       |
| Sonnabend, 5. August   | 14:00       | Straßenrennen Junioren            | 127,2 km | Glasgow 9 Runden             | 1865       |
| Sonntag, 6. August     | 10:30       | Straßenrennen Männer Elite        | 271,1 km | Edinburgh–Glasgow 10 Runden  | 3570       |
| Dienstag, 8. August    | 14:00       | Mixed-Team-Staffel                | 040,3 km | Glasgow 2 erw. Runden        | 0484       |
| Mittwoch, 9. August    | 15:30       | Einzelzeitfahren Männer U23       | 036,2 km | Stirling                     | 0242       |
| Donnerstag, 10. August | 12:15       | Einzelzeitfahren Juniorinnen      | 013,5 km | Stirling                     | 0132       |
| Donnerstag, 10. August | 15:00       | Einzelzeitfahren Frauen Elite/U23 | 036,2 km | Stirling                     | 0242       |
| Freitag, 11. August    | 11:00       | Einzelzeitfahren Junioren         | 022,8 km | Stirling                     | 0187       |
| Freitag, 11. August    | 15:35       | Einzelzeitfahren Männer Elite     | 047,8 km | Stirling                     | 0352       |
| Sonnabend, 12. August  | 13:00       | Straßenrennen Männer U23          | 168,4 km | Loch Lomond–Glasgow 7 Runden | 2436       |
| Sonntag, 13. August    | 13:00       | Straßenrennen Frauen Elite/U23    | 154,1 km | Loch Lomond–Glasgow 6 Runden | 2229       |

## Kurs

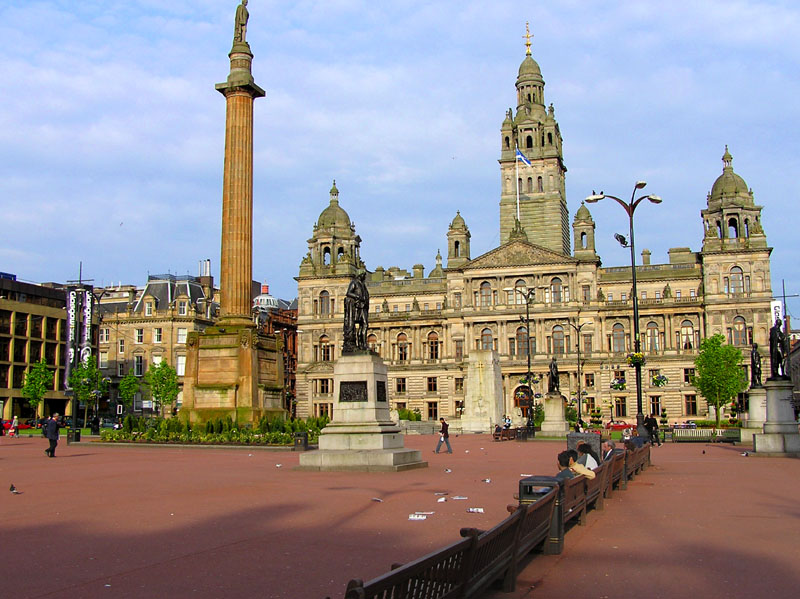
Auf dem George Square in Glasgow enden die Straßenrennen.

Erste Einzelheiten der Streckenplanung wurden anlässlich der WM 2022 bekanntgegeben, der komplette Streckenplan im März. Die Einzelzeitfahren fanden in Stirling statt, die Mixed-Staffel und die Straßenrennen der Junioren-Altersklasse in Glasgow.
Die Straßenrennen der Frauen und der Männer U23 starteten in Balloch am Südende des Loch Lomond. Von dort fuhren sie nach Fintry und über die Crow Road in den Campsie Fells, wo der höchste Punkt des Parcours lag, nach Glasgow. Die Männer starteten in Edinburgh am Fuße von Arthur’s Seat und in unmittelbarer Nähe des Schottischen Parlaments. Der Firth of Forth wurde auf der Queensferry Crossing und nochmals auf der Clackmannanshire Bridge überquert. Über Falkirk ging es ebenfalls in die Campsie Fells, ab Fintry war der Kurs identisch zu dem der Frauen und der U23.
Herzstück aller Straßenrennen war eine 14,3 km lange Runde mit etwa 200 Höhenmetern in der Innenstadt von Glasgow, die in allen Straßenrennen mehrfach durchlaufen wurde und ähnlich zu derjenigen der Europameisterschaften 2018 war. Sie ging um über 40 Straßenecken mit kaum einer längeren Geraden und enthielt mehrere Steigungen, von denen die Scott Street und die Montrose Street, letztere anderthalb Kilometer vor dem Ziel, am steilsten und die der Great George Street am längsten waren. Das Ziel befand sich jeweils am George Square, unterwegs wurden wiederholt Wege im Kelvingrove Park befahren.
Die Mixed-Staffel fand ebenfalls auf dem Innenstadt-Parcours statt, aber ohne die Scott Street, dafür mit je einer zusätzlichen Schleife im Westen und Osten, letztere durch Glasgow Green, wo während der Radsport-WM auch die Wettbewerbe im BMX-Freestyle und im Trial stattfanden. Dadurch ergab sich ein etwa 20 km langer Kurs, der je einmal von den Männern und den Frauen jeder Staffel befahren wurde.
Die Einzelzeitfahren begannen alle in Stirling, durchliefen unterschiedlich lange Strecken westlich der Stadt und endeten mit dem Schlussanstieg zu Stirling Castle.

## Resultate

### Mixed-Staffel
| Platz | Land               | Fahrer                                                 | Fahrerinnen                                                   | Zeit (min)             |
| ----- | ------------------ | ------------------------------------------------------ | ------------------------------------------------------------- | ---------------------- |
| 1     | Schweiz            | Mauro Schmid Stefan Küng Stefan Bissegger              | Elise Chabbey Marlen Reusser Nicole Koller                    | 54:16,20 (44,555 km/h) |
| 2     | Frankreich         | Bruno Armirail Rémi Cavagna Bryan Coquard              | Audrey Cordon-Ragot Cédrine Kerbaol Juliette Labous           | + 0:07,08              |
| 3     | Deutschland        | Miguel Heidemann Jannik Steimle Max Walscheid          | Ricarda Bauernfeind Lisa Klein Franziska Koch                 | + 0:51,31              |
| 4     | Großbritannien     | Daniel Bigham Josh Charlton Ethan Vernon               | Elynor Bäckstedt Pfeiffer Georgi Anna Shackley                | + 1:03,42              |
| 5     | Italien            | Alberto Bettiol Mattia Cattaneo Manlio Moro            | Letizia Paternoster Silvia Persico Alessia Vigilia            | + 1:17,01              |
| 6     | Australien         | Luke Durbridge Michael Matthews Lucas Plapp            | Lauretta Hanson Brodie Chapman Sarah Roy                      | + 1:37,79              |
| 7     | Niederlande        | Daan Hoole Tim van Dijke Jos van Emden                 | Loes Adegeest Shirin van Anrooij Riejanne Markus              | + 1:43,37              |
| 8     | Vereinigte Staaten | William Barta Lawson Craddock Neilson Powless          | Megan Jastrab Coryn Labecki Skylar Schneider                  | + 1:45,85              |
| 9     | Österreich         | Patrick Gamper Lukas Pöstlberger Sebastian Schönberger | Carina Schrempf Christina Schweinberger Kathrin Schweinberger | + 1:57,83              |
| 10    | Polen              | Maciej Bodnar Piotr Brożyna Mateusz Gajdulewicz        | Marta Jaskulska Marta Lach Agnieszka Skalniak-Sójka           | + 2:46,93              |

Streckenlänge: 40,3 Kilometer
Es gab keine festgelegten Qualifikations-Kriterien, das Organisationskomitee traf eine Auswahl nach sportlichen Gesichtspunkten und Diversität. So wurden alle Kontinente berücksichtigt, aber auch die Mannschaften der kriegsgeplagten Ukraine und Afghanistans. Unter den 18 Mannschaften war wie üblich eine Auswahl des World Cycling Centres, die den 14. Platz belegte. 
Die Schweiz verteidigte ihren Titel aus dem Vorjahr mit identischer Besetzung, trotz eines Sturzes von Marlen Reusser. Den zweiten Platz belegte Frankreich, welches das schnellste Frauen-Team hatte. Deutschland belegte den dritten Platz. Die Mannschaften Italiens, Australiens und der Niederlande hatten jeweils frühe Ausfälle zu verzeichnen und blieben somit unter ihrem Niveau.
Das Stundenmittel der Siegermannschaft lag um 6 km/h niedriger als im Vorjahr. Der kurvenreiche Parcours war im Vorfeld von einigen Fahrern als gefährlich und nicht für ein Zeitfahren geeignet kritisiert worden.

### Frauen Elite

#### Einzelzeitfahren
| Platz | Athletin                 | Land | Zeit (min)             |
| ----- | ------------------------ | ---- | ---------------------- |
| 1     | Chloé Dygert             | USA  | 46:59,80 (46,216 km/h) |
| 2     | Grace Brown              | AUS  | + 0:05,67              |
| 3     | Christina Schweinberger  | AUT  | + 1:12,95              |
| 4     | Anna Henderson           | GBR  | + 1:15,05              |
| 5     | Juliette Labous          | FRA  | + 1:22,47              |
| 6     | Demi Vollering           | NED  | + 1:27,79              |
| 7     | Agnieszka Skalniak-Sójka | POL  | + 1:38,01              |
| 8     | Amber Neben              | USA  | + 1:51,78              |
| 9     | Riejanne Markus          | NED  | + 2:07,55              |
| 10    | Georgina Howe            | AUS  | + 2:26,02              |
|       | …                        |      |                        |
| 11    | Antonia Niedermaier      | GER  | + 2:27,46              |
| 15    | Anna Kiesenhofer         | AUT  | + 2:53,84              |
| 18    | Mieke Kröger             | GER  | + 3:07,40              |
| 23    | Elena Hartmann           | SUI  | + 3:28,64              |
| 49    | Nina Berton              | LUX  | + 6:07,16              |
| –     | Marlen Reusser           | SUI  | DNF                    |

Streckenlänge: 36,2 Kilometer
Es gingen 86 Teilnehmerinnen aus 55 Ländern an den Start. Chloé Dygert war recht früh an der Reihe und setzte eine Bestzeit, der nur noch die vorletzte Starterin Grace Brown gefährlich werden konnte. Diese lag an der letzten Zwischenzeit 4,4 km vor dem Ziel noch 25 Sekunden zurück, hatte aber auf dem Schlussanstieg mehr Reserven und scheiterte letztlich nur um fünf Sekunden an der Bestzeit. Dygert holte nach 2019 ihren zweiten Sieg in diesem Wettbewerb und komplettierte ihr Comeback nach einem schweren Unfall beim WM-Zeitfahren 2020. Brown musste zum zweiten Mal in Folge mit Silber vorlieb nehmen. Christina Schweinberger gewann etwas überraschend Bronze. Mitfavoritin Marlen Reusser gab das Rennen unterwegs auf.
Die zehn bestplatzierten Verbände gewannen einen Startplatz für das Einzelzeitfahren der Olympischen Spiele 2024.

#### Straßenrennen
| Platz | Athletin                | Land | Zeit (h)              |
| ----- | ----------------------- | ---- | --------------------- |
| 1     | Lotte Kopecky           | BEL  | 4:02:12 (38,175 km/h) |
| 2     | Demi Vollering          | NED  | + 0:07                |
| 3     | Cecilie Uttrup Ludwig   | DEN  | gl. Zeit              |
| 4     | Marlen Reusser          | SUI  | + 0:12                |
| 5     | Christina Schweinberger | AUT  | + 0:34                |
| 6     | Elizabeth Deignan       | GBR  | gl. Zeit              |
| 7     | Elise Chabbey           | SUI  | + 1:24                |
| 8     | Annemiek van Vleuten    | NED  | + 2:48                |
| 9     | Riejanne Markus         | NED  | + 3:51                |
| 10    | Mavi García             | ESP  | + 4:05                |
|       | …                       |      |                       |
| 19    | Liane Lippert           | GER  | + 4:34                |
| 37    | Romy Kasper             | GER  | + 14:49               |
| 38    | Kathrin Schweinberger   | AUT  | gl. Zeit              |
| 44    | Linda Riedmann          | GER  | gl. Zeit              |
| 48    | Carina Schrempf         | AUT  | gl. Zeit              |
| 52    | Franziska Koch          | GER  | gl. Zeit              |
| 60    | Marie Schreiber         | LUX  | gl. Zeit              |
| 61    | Noëlle Rüetschi         | SUI  | gl. Zeit              |
| 67    | Ricarda Bauernfeind     | GER  | gl. Zeit              |
| 70    | Elena Hartmann          | SUI  | + 14:58               |
| 74    | Antonia Niedermaier     | GER  | + 15:01               |

Nicht in der Wertung (DNF):
- Luxemburg: Nina Berton, Christine Majerus
- Österreich: Elisa Winter, Leila Gschwentner
- Schweiz: Linda Zanetti, Noemi Rüegg

Streckenlänge: 154,1 km
Am Start waren 207 Fahrerinnen aus 71 Nationen, von denen 86 in die Wertung kamen. Die Mitfavoritinnen Katarzyna Niewiadoma und Chloé Dygert konnten aus gesundheitlichen Gründen nicht starten.
Zu Beginn des Rennens bildete sich eine starke Ausreißergruppe mit Mischa Bredewold, Sanne Cant, Juliette Labous, Elise Chabbey, Elizabeth Deignan, Ashleigh Moolman-Pasio und Kata Blanka Vas. Auf der Jagd nach diesen spaltete sich das Peloton, und eine zweite Gruppe mit Fahrerinnen wie Marianne Vos lag zwischenzeitlich zwei Minuten zurück. Eingangs Glasgow waren die drei Gruppen jedoch wieder zusammen.
Auf dem kurvenreichen Rundkurs fiel das Peloton schnell auseinander, schon bei der ersten Zieldurchfahrt waren nur noch 40 Fahrerinnen übrig. 74 Kilometer vor dem Ziel attackierte Chabbey erneut, diesmal allein, und gewann bis zu anderthalb Minuten Vorsprung; Titelverteidigerin Annemiek van Vleuten hatte eine Panne und musste eine Runde lang dem Feld nachjagen. In der drittletzten Runde sprengte eine Tempoverschärfung von Lotte Kopecky das verbliebene Feld, nur Deignan, van Vleuten, Demi Vollering, Marlen Reusser, Cecilie Uttrup Ludwig und Christina Schweinberger kamen mit. Bei der letzten Zieldurchfahrt wurde Chabbey eingeholt, und Annemiek van Vleuten fiel erneut durch eine Panne zurück, diesmal endgültig.
In der Schlussrunde musste Chabbey auf der Great George Street ihren Anstrengungen Tribut zollen, während Kopecky und Ludwig einen kleinen Vorsprung gewannen. Auf der Scott Street ließ Kopecky Ludwig stehen und fuhr allein ins Ziel; Ludwig wurde auf der Ziellinie noch von Vollering abgefangen. Kopecky avancierte nach zwei Goldmedaillen bei der parallel ausgetragenen Bahn-WM zur überragenden Fahrerin der Radsport-WM.

### Männer Elite

#### Einzelzeitfahren
| Platz | Athlet           | Land | Zeit (min)             |
| ----- | ---------------- | ---- | ---------------------- |
| 1     | Remco Evenepoel  | BEL  | 55:19,23 (48,949 km/h) |
| 2     | Filippo Ganna    | ITA  | + 0:12,28              |
| 3     | Joshua Tarling   | GBR  | + 0:48,20              |
| 4     | Brandon McNulty  | USA  | + 1:26,91              |
| 5     | Wout van Aert    | BEL  | + 1:37,23              |
| 6     | Nélson Oliveira  | POR  | + 1:52,46              |
| 7     | Rohan Dennis     | AUS  | + 1:53,66              |
| 8     | Mattia Cattaneo  | ITA  | + 1:56,78              |
| 9     | Mikkel Bjerg     | DEN  | + 1:58,96              |
| 10    | Geraint Thomas   | GBR  | + 2:04,47              |
|       | …                |      |                        |
| 12    | Stefan Küng      | SUI  | + 2:17,07              |
| 17    | Stefan Bissegger | SUI  | + 2:43,28              |
| 19    | Lennard Kämna    | GER  | + 3:00,59              |
| 32    | Nils Politt      | GER  | + 3:55,51              |
| 37    | Patrick Gamper   | AUT  | + 4:41,30              |
| 51    | Felix Ritzinger  | AUT  | + 9:07,48              |

Streckenlänge: 47,8 Kilometer
Es gingen 78 Teilnehmer aus 49 Ländern an den Start. Remco Evenepoel gewann nach dem Straßenrennen im Vorjahr nunmehr das Einzelzeitfahren und war der erste Belgier, dem dies gelang. Der zweifache Weltmeister Filippo Ganna kam auf den zweiten Platz. Ein Ausrufezeichen setzte der 19-jährige Bronzemedaillist Joshua Tarling, der noch im Jahr zuvor Junioren-Weltmeister gewesen war und die U23 übersprungen hatte. Mitfavoriten wie Wout van Aert und Stefan Küng konnten nicht in die Entscheidung eingreifen. Der doppelte Ex-Weltmeister Rohan Dennis kam in seiner letzten Teilnahme auf den siebten Platz, Titelverteidiger Tobias Foss wurde Elfter.
Die zehn bestplatzierten Verbände gewannen einen Startplatz für das Einzelzeitfahren der Olympischen Spiele 2024.

#### Straßenrennen
| Rang | Athlet                | Zeit (h)              |
| ---- | --------------------- | --------------------- |
| 1    | Mathieu van der Poel  | 6:07:27 (44,267 km/h) |
| 2    | Wout van Aert         | + 1:37                |
| 3    | Tadej Pogačar         | + 1:45                |
| 4    | Mads Pedersen         | gl. Zeit              |
| 5    | Stefan Küng           | + 3:48                |
| 6    | Jasper Stuyven        | gl. Zeit              |
| 7    | Matthew Dinham        | gl. Zeit              |
| 8    | Toms Skujiņš          | gl. Zeit              |
| 9    | Tiesj Benoot          | gl. Zeit              |
| 10   | Alberto Bettiol       | + 4:03                |
|      | …                     |                       |
| 13   | Mauro Schmid          | + 5:50                |
| 16   | John Degenkolb        | + 8:30                |
| 22   | Patrick Gamper        | gl. Zeit              |
| 31   | Marco Haller          | + 13:59               |
| 35   | Michael Gogl          | gl. Zeit              |
| 38   | Sebastian Schönberger | gl. Zeit              |
| 41   | Jonas Rutsch          | + 14:06               |
| 43   | Silvan Dillier        | gl. Zeit              |

Nicht in der Wertung (DNF):
- Deutschland: Michel Heßmann, Nils Politt, Jannik Steimle, Nico Denz
- Luxemburg: Tom Wirtgen, Cédric Pries, Kevin Geniets, Alex Kirsch
- Österreich: Lukas Pöstlberger, Rainer Kepplinger
- Schweiz: Marc Hirschi, Stefan Bissegger, Fabian Lienhard

Streckenlänge: 271,1 Kilometer
Das Straßenrennen der Männer, das üblicherweise den Abschluss der Weltmeisterschaften bildet, fand diesmal bereits zu Beginn statt. Es gingen 194 von 195 gemeldeten Fahrern an den Start. Die Teilnehmer kamen aus 58 Ländern.
Auf dem Weg von Edinburgh nach Glasgow gewann eine neunköpfige Ausreißergruppe bis zu acht Minuten Vorsprung, bevor das Rennen durch eine Protestaktion fast eine Stunde aufgehalten wurde. Auf dem kurvenreichen Rundkurs in Glasgow, der von Fahrern zuvor mit dem eines Kriteriums verglichen worden war, war das Feld meist in langgezogener Linie unterwegs und reduzierte sich stetig, wobei sich die Mannschaften Belgiens, Italiens und Dänemarks in der Führungsarbeit hervortaten; etliche Attacken aus dem Feld heraus blieben von kurzer Dauer. 70 Kilometer vor dem Ziel war mit Kevin Vermaerke der letzte Ausreißer eingeholt.
Vier Runden vor Schluss setzten wiederholte, heftige Regenschauer ein. Alberto Bettiol wagte einen Alleingang und gewann bis zu 40 Sekunden Vorsprung. Unter den 17 verbliebenen Fahrern im Feld war Belgien am stärksten vertreten, und Jasper Stuyven sowie Tiesj Benoot sorgten zugunsten Wout van Aerts für Tempo, während Titelverteidiger Remco Evenepoel wiederholt Schwächen zeigte. Gegen Ende der viertletzten Runde rutschte Jhonatan Narváez, an sechster Stelle der Verfolger gelegen, in einer regennassen Kurve weg, die hinter ihm gelegenen Fahrer verloren den Anschluss. Als Benoot kurz darauf den Dienst quittierte, waren nur noch die Topfavoriten Wout van Aert, Mads Pedersen, Tadej Pogačar und Mathieu van der Poel übrig.
Anderthalb Runden vor dem Ziel, Bettiol war fast eingeholt, attackierte Mathieu van der Poel auf der Great George Street, und niemand konnte seinem Antritt folgen. Eine halbe Runde später stürzte er in einer Kurve, kam jedoch glimpflich davon. Seine Verfolger hatten von dem Sturz nichts mitbekommen und machten keine Anstalten mehr, ihm den Sieg noch streitig zu machen. Van der Poel gewann nach der Cyclocross-WM im Februar auch den Titel auf der Straße; er war der erste Fahrer überhaupt, der beide Titel gewinnen konnte. Zweiter wurde, ebenfalls wie bei der Cyclocross-WM, Wout van Aert. Den Sprint um den dritten Platz gewann Pogačar vor Pedersen. Die übrigen Fahrer kamen einzeln oder in kleinen Gruppen ins Ziel, nur 51 konnten sich platzieren.

### Frauen U23
Die U23-Fahrerinnen starteten bei beiden Disziplinen im Feld der Elite und nahmen an deren Wertung teil. Sie hatten aber zugleich ihre eigene Wertung und damit zwei Medaillenchancen auf einmal.

#### Einzelzeitfahren
| Rang | Athletin            | Zeit (min)             |
| ---- | ------------------- | ---------------------- |
| 1    | Antonia Niedermaier | 49:27,26 (43,919 km/h) |
| 2    | Cédrine Kerbaol     | + 0:07,85              |
| 3    | Julie De Wilde      | + 0:39,13              |

Streckenlänge: 36,2 Kilometer
Es gingen 23 Fahrerinnen dieser Kategorie an den Start. Antonia Niedermaier, noch von den Sturzfolgen beim Giro Donne gezeichnet, lag bei den ersten beiden Zwischenzeiten an Platz 3 des U23-Klassements, setzte sich aber in der zweiten Rennhälfte durch. Cédrine Kerbaol verbuchte nach dem Gewinn der Nachwuchswertung bei der Tour de France Femmes einen weiteren Achtungserfolg. Dritte wurde Julie De Wilde, die weiteren Teilnehmerinnen folgten mit deutlichem Abstand. Im Gesamtklassement belegten die drei Ersten die Ränge 11, 13 bzw. 17.

#### Straßenrennen
| Rang | Athletin           | Zeit (h)              |
| ---- | ------------------ | --------------------- |
| 1    | Kata Blanka Vas    | 4:06:46 (37,469 km/h) |
| 2    | Shirin van Anrooij | gl. Zeit              |
| 3    | Anna Shackley      | gl. Zeit              |

Streckenlänge: 154,1 Kilometer
Es gingen 57 Fahrerinnen dieser Kategorie aus 40 Nationen an den Start, 19 von ihnen erreichten das Ziel. Die drei Besten von ihnen kamen mit einer kleinen Gruppe viereinhalb Minuten nach der Elite-Siegerin Lotte Kopecky ins Ziel. Den Sprint dieser Gruppe gewann Kata Blanka Vas, die damit U23-Weltmeisterin wurde vor Shirin van Anrooij und Anna Shackley. Vas sorgte für den ersten WM-Sieg in Ungarns Radsportgeschichte.

### Männer U23

#### Einzelzeitfahren
| Platz | Athlet             | Land | Zeit (min)             |
| ----- | ------------------ | ---- | ---------------------- |
| 1     | Lorenzo Milesi     | ITA  | 43:00,46 (50,503 km/h) |
| 2     | Alec Segaert       | BEL  | + 0:11,27              |
| 3     | Hamish McKenzie    | AUS  | + 0:50,79              |
| 4     | Raúl García Pierna | ESP  | + 0:53,59              |
| 5     | Darren Rafferty    | IRL  | + 0:56,01              |
| 6     | Josh Charlton      | GBR  | + 1:11,57              |
| 7     | Jakob Söderqvist   | SWE  | + 1:18,12              |
| 8     | Logan Currie       | NZL  | + 1:18,69              |
| 9     | Jan Christen       | SUI  | + 1:21,49              |
| 10    | Michael Leonard    | CAN  | + 1:29,25              |
|       | …                  |      |                        |
| 24    | Fabian Weiss       | SUI  | + 2:26,64              |
| 28    | Moritz Kretschy    | GER  | + 2:56,90              |
| 32    | Adrian Stieger     | AUT  | + 3:24,24              |
| 36    | Mats Wenzel        | LUX  | + 3:32,57              |
| 40    | Ole Theiler        | GER  | + 3:47,54              |

Streckenlänge: 36,2 km
Es waren 79 Fahrer aus 51 Nationen am Start, ein finnischer Teilnehmer gab unterwegs auf.
Alec Segaert galt im Vorfeld als Favorit und lag bei der zweiten von drei Zwischenzeiten noch vorn, baute dann aber ab und wurde wie im Vorjahr Zweiter hinter Lorenzo Milesi. Das Podium komplettierte Hamish McKenzie, der Zweite der Ozeanien-Meisterschaften Anfang des Jahres.

#### Straßenrennen
| Platz | Athlet              | Land | Zeit (h)              |
| ----- | ------------------- | ---- | --------------------- |
| 1     | Axel Laurance       | FRA  | 4:08:58 (41,246 km/h) |
| 2     | António Morgado     | POR  | + 0:02                |
| 3     | Martin Svrček       | SVK  | gl. Zeit              |
| 4     | Jack Rootkin-Gray   | GBR  | gl. Zeit              |
| 5     | Lorenzo Milesi      | ITA  | gl. Zeit              |
| 6     | Moritz Kretschy     | GER  | + 0:09                |
| 7     | Alec Segaert        | BEL  | + 1:01                |
| 8     | Iván Romeo          | ESP  | gl. Zeit              |
| 9     | Max Walker          | GBR  | + 1:03                |
| 10    | Pierre Gautherat    | FRA  | + 1:41                |
|       | …                   |      |                       |
| 13    | Henri Uhlig         | GER  | + 3:07                |
| 17    | Tim Torn Teutenberg | GER  | + 3:16                |
| 20    | Mats Wenzel         | LUX  | gl. Zeit              |
| 32    | Pierre-Pascal Keup  | GER  | + 4:54                |
| 33    | Fabio Christen      | SUI  | gl. Zeit              |
| 35    | Alexander Hajek     | AUT  | gl. Zeit              |
| 55    | Ole Theiler         | GER  | + 9:21                |

Nicht in der Wertung (DNF):
- Luxemburg: Noé Ury, Loïc Bettendorff, Arno Wallenborn, Mathieu Kockelmann
- Schweiz: Jan Christen, Fabian Weiss

Streckenlänge: 36,2 km
Es waren 176 Fahrer aus 61 Nationen am Start, von denen 79 ins Ziel kamen.
Zu Beginn des Rennens bildete sich eine stark besetzte zehnköpfige Spitzengruppe, die beim Eintreffen auf dem Glasgower Rundkurs eine knappe Minute Vorsprung hatte. Dabei blieb es lange Zeit, während Pannen und Stürze Spitzengruppe wie Peloton nach und nach schmelzen ließ, wozu auch der allfällige Regen beitrug. In der drittletzten Runde zerbrach das Peloton unter zahlreichen Attacken. Einzig António Morgado und Martin Svrček gelang es, zur Spitzengruppe anzuschließen, aus der sich zuvor Axel Laurance abgesetzt hatte. Dieser hielt sich die letzten anderthalb Runden stets 15 bis 20 Sekunden vor einer Gruppe aus Morgado, Svrček sowie Jack Rootkin-Gray, Lorenzo Milesi und Moritz Kretschy, die freilich mehr damit beschäftigt war, einander fruchtlos zu attackieren. Erst auf der Zielgeraden kamen sie Laurance gefährlich nahe, konnten seinen Sieg aber nicht mehr verhindern. Morgado und Svrček gewannen den Sprint um die restlichen Medaillen.

### Juniorinnen

#### Einzelzeitfahren
| Platz | Athletin                  | Land | Zeit (min)             |
| ----- | ------------------------- | ---- | ---------------------- |
| 1     | Felicity Wilson-Haffenden | AUS  | 19:31,51 (41,485 km/h) |
| 2     | Isabel Sharp              | GBR  | + 0:16,59              |
| 3     | Federica Venturelli       | ITA  | + 0:29,30              |
| 4     | Lucy Benezet Minns        | IRL  | + 0:36,26              |
| 5     | Mackenzie Coupland        | AUS  | + 0:41,49              |
| 6     | Hannah Kunz               | GER  | + 0:49,97              |
| 7     | Pia Grünewald             | GER  | + 0:52,40              |
| 8     | Fee Knaven                | NED  | + 0:58,70              |
| 9     | Julie Bego                | FRA  | + 1:00,16              |
| 10    | Cat Ferguson              | GBR  | + 1:00,43              |
|       | …                         |      |                        |
| 11    | Tabea Huys                | AUT  | + 1:01,08              |
| 26    | Aline Epp                 | SUI  | + 1:54,92              |

Streckenlänge: 13,5 Kilometer
Es gab 42 Teilnehmerinnen aus 26 Ländern. Es gewann Felicity Wilson-Haffenden, die Anfang des Jahres Ozeanien-Meisterin geworden war, vor Federica Venturelli und Isabel Sharp, die sich zuvor bei Welt- und Europameisterschaften in der Einerverfolgung hervorgetan hatten. 

#### Straßenrennen
| Platz | Athletin            | Zeit (h)                   |
| ----- | ------------------- | -------------------------- |
| 1     | Julie Bego          | 1:54:53 (36.716 km/h km/h) |
| 2     | Cat Ferguson        | + 0:09                     |
| 3     | Fleur Moors         | gl. Zeit                   |
| 4     | Federica Venturelli | gl. Zeit                   |
| 5     | Imogen Wolff        | + 0:12                     |
| 6     | Titia Ryo           | gl. Zeit                   |
| 7     | Célia Gery          | gl. Zeit                   |
| 8     | Isabella Holmgren   | + 0:15                     |
| 9     | Mackenzie Coupland  | gl. Zeit                   |
| 10    | Xaydee Van Sinaey   | gl. Zeit                   |
|       | …                   |                            |
| 17    | Hannah Kunz         | + 2:45                     |
| 20    | Tabea Huys          | gl. Zeit                   |
| 24    | Anina Hutter        | gl. Zeit                   |
| 26    | Jule Märkl          | + 2:52                     |
| 29    | Pia Grünewald       | + 3:03                     |
| 47    | Aline Epp           | + 8:27                     |
| 52    | Tina Rücker         | + 10:35                    |

Streckenlänge: 70 Kilometer
Es gingen 97 Fahrerinnen aus 35 Ländern an den Start des Rennens. Eine ebenfalls gemeldete Äthiopierin konnte letztlich nicht teilnehmen.
Vom Start weg reduzierte sich das Feld auf dem verwinkelten Parcours, nach der ersten von fünf Runden waren noch 40 Fahrerinnen übrig. Mitfavoritin Felicity Wilson-Haffenden büßte durch einen Sturz auf der ersten Runde ihre Chancen ein. Anderthalb Runden vor Schluss sprengte Julie Bego mit einem Antritt auf der Great George Street das Feld. Sie hielt sich für den Rest des Rennens etwa 15 Sekunden vor einem Dutzend Verfolgerinnen, unter denen mehrere weitere Französinnen die Bemühungen Großbritanniens frustrierten. Am Ende des Rennens schien Fleur Moors nach einer Attacke auf der Montrose Street schon den zweiten Platz sicher zu haben, wurde aber auf der Ziellinie noch von Cat Ferguson abgefangen. Fünf der ersten zehn Fahrerinnen waren auch bei der Cyclocross-WM im Februar in den Top 10 gewesen.

### Junioren

#### Einzelzeitfahren
| Platz | Athlet            | Land | Zeit (min)             |
| ----- | ----------------- | ---- | ---------------------- |
| 1     | Oscar Chamberlain | AUS  | 28:29,62 (48,011 km/h) |
| 2     | Ben Wiggins       | GBR  | + 0:24,78              |
| 3     | Louis Leidert     | GER  | + 0:34,11              |
| 4     | Jørgen Nordhagen  | NOR  | + 0:37,55              |
| 5     | Jacob Bush        | GBR  | + 0:50,58              |
| 6     | Luca Giaimi       | ITA  | + 0:56,39              |
| 7     | Duarte Marivoet   | BEL  | + 0:57,71              |
| 8     | Adam Rafferty     | IRL  | + 0:58,26              |
| 9     | Andrew August     | USA  | + 1:02,15              |
| 10    | Paul Fietzke      | GER  | + 1:09,52              |
|       | …                 |      |                        |
| 41    | Manolo Wrolich    | AUT  | + 3:04,11              |
| 44    | Victor Benareau   | SUI  | + 3:30,92              |
| 55    | Cian Hampton      | AUT  | + 4:34,09              |
| –     | Ilian Barhoumi    | SUI  | DNS                    |

Streckenlänge: 22,8 Kilometer
An den Start gingen 71 Fahrer aus 42 Nationen. Louis Leidert startete früh und setzte vor allem aufgrund eines hervorragenden ersten Renndrittels eine Bestzeit. Nach gut einer Stunde auf dem „Hot Seat“ wurde er noch von Oscar Chamberlain und Ben Wiggins überflügelt.

#### Straßenrennen
| Platz | Athlet                 | Zeit (h)              |
| ----- | ---------------------- | --------------------- |
| 1     | Albert Philipsen       | 3:06:26 (40,937 km/h) |
| 2     | Paul Fietzke           | + 1:19                |
| 3     | Felix Ørn-Kristoff     | gl. Zeit              |
| 4     | Juan David Sierra      | + 1:24                |
| 5     | Theodor Storm          | + 1:29                |
| 6     | Jørgen Nordhagen       | + 1:43                |
| 7     | Steffen De Schuyteneer | + 2:57                |
| 8     | Sebastian Grindley     | + 2:59                |
| 9     | Žak Eržen              | + 3:01                |
| 10    | Oscar Chamberlain      | gl. Zeit              |
|       | …                      |                       |
| 27    | Louis Leidert          | gl. Zeit              |
| 38    | Ian Kings              | + 10:21               |
| 46    | Victor Benareau        | + 7:16                |
| 62    | Nicolas Ginter         | + 12:29               |
| 63    | Florian Hochuli        | + 12:29               |
| 65    | Manolo Wrolich         | + 12:41               |
| –     | Bruno Keßler           | DNF                   |
| –     | Jonas Reibsch          | DNF                   |
| –     | Ilhan Barhoumi         | DNF                   |
| –     | Cian Hampton           | DNF                   |

Streckenlänge: 127,2 Kilometer
Es gingen 152 Fahrer aus 57 Ländern an den Start des Rennens, zwei gemeldete Teilnehmer zogen zurück.
Auf der ersten von neun Runden attackierte der Niederländer Viego Tijssen, erlitt aber in der zweiten Runde einen Defekt und wurde wieder eingeholt. Als Nächstes ging der Norweger Felix Ørn-Kristoff gegen Ende der zweiten Runde in die Offensive. Während der dritten und vierten Runde gesellten sich nach und nach Albert Philipsen, Jørgen Nordhagen, Paul Fietzke, Juan David Sierra, Theodor Storm sowie der Brite Matthew Brennan zu ihm. Obwohl diese Gruppe nie mehr als eine Minute Vorsprung hatte, wurde sie nicht mehr eingeholt.
Kurz vor Ende der vorletzten Runde setzte sich Philipsen auf der Steigung der Montrose Street ab und gewann das Rennen mit deutlichem Vorsprung. Fietzke und Ørn-Kristoff ließen auf der letzten Befahrung der Scott Street die anderen hinter sich, und Fietzke gewann den Sprint um Silber. Sierra, der auf der Scott Street durch ein mechanisches Problem zurückgefallen war, zeigte eine starke Leistung, um sich noch auf den vierten Platz vorzukämpfen.

## Medaillenspiegel
| Platz  | Land               | Gold | Silber | Bronze | Gesamt |
| ------ | ------------------ | ---- | ------ | ------ | ------ |
| 1      | Belgien            | 2    | 2      | 2      | 6      |
| 2      | Frankreich         | 2    | 2      | 0      | 4      |
| 3      | Australien         | 2    | 1      | 1      | 4      |
| 4      | Niederlande        | 1    | 2      | 0      | 3      |
| 5      | Deutschland        | 1    | 1      | 2      | 4      |
| 6      | Italien            | 1    | 1      | 1      | 3      |
| 7      | Dänemark           | 1    | 0      | 1      | 2      |
| 8      | Schweiz            | 1    | 0      | 0      | 1      |
| 8      | Ungarn             | 1    | 0      | 0      | 1      |
| 8      | Vereinigte Staaten | 1    | 0      | 0      | 1      |
| 11     | Großbritannien     | 0    | 3      | 2      | 5      |
| 12     | Portugal           | 0    | 1      | 0      | 1      |
| 13     | Norwegen           | 0    | 0      | 1      | 1      |
| 13     | Österreich         | 0    | 0      | 1      | 1      |
| 13     | Slowakei           | 0    | 0      | 1      | 1      |
| 13     | Slowenien          | 0    | 0      | 1      | 1      |
| Gesamt | Gesamt             | 13   | 13     | 13     | 39     |

## Aufgebote

### Bund Deutscher Radfahrer
- Männer Elite Straßenrennen: John Degenkolb, Nico Denz, Michel Heßmann, Lennard Kämna, Nils Politt, Maximilian Schachmann, Jannik Steimle
- Männer Elite Einzelzeitfahren: Lennard Kämna, Nils Politt

- Männer U23 Straßenrennen: Pierre-Pascal Keup, Moritz Kretschy, Ole Theiler, Tim Torn Teutenberg, Henri Uhlig
- Männer U23 Einzelzeitfahren: Moritz Kretschy, Ole Theiler
- Junioren Straßenrennen[22]: Leon Arenz, Moritz Bell, Paul Fietzke, Louis Grupp, Bruno Keßler, Ian Kings, Louis Leidert, Jonas Reibsch,
- Junioren Einzelzeitfahren: Paul Fietzke, Louis Leidert
- Frauen Einzelzeitfahren: Mieke Kröger, Antonia Niedermaier
- Frauen Straßenrennen Elite/U23: Ricarda Bauernfeind, Romy Kasper, Franziska Koch, Liane Lippert, Antonia Niedermaier, Linda Riedmann. Ersatzfahrerin Lea Lin Teutenberg
- Juniorinnen Straßenrennen: Pia Grünewald, Hannah Kunz, Jule Märkl, Tina Rücker
- Juniorinnen Einzelzeitfahren: Pia Grünewald, Hannah Kunz
- Mixed-Staffel Elite: Max Walscheid, Miguel Heidemann, Jannik Steimle, Ricarda Bauernfeind, Lisa Klein, Franziska Koch

### Österreichischer Radsport-Verband
- Frauen: Christina Schweinberger, Kathrin Schweinberger, Carina Schrempf, Anna Kiesenhofer
- Frauen U23: Leila Gschwentner, Elisa Winter
- Männer: Lukas Pöstlberger, Michael Gogl, Sebastian Schönberger, Rainer Kepplinger, Felix Großschartner, Patrick Gamper, Marco Haller
- Männer U23: Adrian Stieger, Alexander Hajek
- Junioren: Manolo Wrolich, Cian Hampton
- Juniorinnen: Tabea Huys

### Swiss Cycling
- Frauen Elite: Elise Chabbey, Elena Hartmann, Marlen Reusser, Nicole Koller
- Frauen U23: Noemi Rüegg, Noëlle Rüetschi, Linda Zanetti
- Männer: Stefan Bissegger, Silvan Dillier, Marc Hirschi, Stefan Küng, Fabian Lienhard, Mauro Schmid
- Männer U23: Jan Christen, Fabian Weiss, Fabio Christen
- Juniorinnen: Aline Epp, Anina Hutter, Lara Liehner
- Junioren: Ilian Barhoumi, Victor Benareau, Nicolas Ginter, Florian Hochuli